# Comoras en los Juegos Olímpicos de la Juventud 2018
Comoras participó en los Juegos Olímpicos de la Juventud 2018 en Buenos Aires, Argentina, celebrados entre el 6 y el 18 de octubre de 2018. Su delegación estuvo conformada por tres atletas en dos disciplinas. No obtuvo medallas en las justas.

## Medallero
| Presea        | Medalla de oro | Medalla de plata | Medalla de bronce | Total |
| ------------- | -------------- | ---------------- | ----------------- | ----- |
| TOTAL OFICIAL | 0              | 0                | 0                 | 0     |

## Disciplinas

### Atletismo
Comoras clasificó a dos atletas en esta disciplina.
Masculino
Eventos de Pista
| Atleta                   | Evento     | Serie 1    | Serie 1    | Serie 2   | Serie 2   | Total  | Total  |
| Atleta                   | Evento     | Tiempo     | Puesto     | Tiempo    | Puesto    | Tiempo | Puesto |
| ------------------------ | ---------- | ---------- | ---------- | --------- | --------- | ------ | ------ |
| Mohamed Mouigni Dahalane | 200 Metros | No terminó | No terminó | No empezó | No empezó |        |        |

Femenino
Eventos de Pista
| Atleta                       | Evento     | Serie 1 | Serie 1 | Serie 2   | Serie 2   | Total  | Total  |
| Atleta                       | Evento     | Tiempo  | Puesto  | Tiempo    | Puesto    | Tiempo | Puesto |
| ---------------------------- | ---------- | ------- | ------- | --------- | --------- | ------ | ------ |
| Youssouf Said Moina Rouzouna | 100 Metros | 14.58   | 35      | No empezó | No empezó |        |        |

### Natación
Comoras clasificó a una atleta en esta disciplina.
Femenino
| Atleta                   | Evento      | Serie   | Serie  | Semifinal | Semifinal | Final     | Final     |
| Atleta                   | Evento      | Tiempo  | Puesto | Tiempo    | Puesto    | Tiempo    | Puesto    |
| ------------------------ | ----------- | ------- | ------ | --------- | --------- | --------- | --------- |
| Maria Abdallah Attoumani | 50 m Libres | DES     | DES    | No avanzó | No avanzó | No avanzó | No avanzó |
| Maria Abdallah Attoumani | 50 m Pecho  | 1:00.13 | 42     | No avanzó | No avanzó | No avanzó | No avanzó |

Referencias ---> DES: Descalificado